# 26027 Cotopaxi
26027 Cotopaxi este o planetă minoră (asteroid) din centura de asteroizi. A fost descoperită pe 24 septembrie 1960 la Observatorul Palomar de Cornelis Johannes van Houten și a fost numită după Cotopaxi. 
Obiectul prezintă o orbită caracterizată de o semiaxă mare de 1,9824557 UAi, o excentricitate de 0,13, o înclinație de 22,1669 ° în raport cu ecliptica.